# Bonez Tour 2005 Live at Budokan
Bonez Tour 2005 Live at Budokan è il secondo DVD di Avril Lavigne, contenente la registrazione del concerto tenuto a Tokyo il 10 marzo 2005 al Nippon Budokan. Il DVD è stato pubblicato solo in Giappone il 7 dicembre 2005.

## Tracce
1. He Wasn't
2. My Happy Ending
3. Take Me Away
4. Freak Out
5. Unwanted
6. Anything But Ordinary
7. Who Knows
8. I'm With You
9. Losing Grip
10. Together
11. Forgotten
12. Tomorrow
13. Nobody's Home
14. Fall To Pieces
15. Don't Tell Me
16. Sk8er Boi
17. Complicated
18. Slipped Away
19. Bonus Scenes